# Hluchavka nachová
Hluchavka nachová (Lamium purpureum) je rostlina z čeledi hluchavkovitých. Podobá se pálivým kopřivám, ale na rozdíl od nich nepálí, je jalová, hluchá.

## Etymologie
Název pochází z řeckého slova laimos nebo lámos tj. jícen, podle stavby květu připomínající rozšklebený jícen. Purpureum latinsky fialový – podle růžově purpurové barvy květů. Carl von Linné zvolil pro rostlinu jméno Lamium. O její české jméno se postarali bratři Preslové kolem roku 1819. Lidové názvy  hluchá kopřiva, mrtvá kopřiva  dokládají jistou podobnost s kopřivou. Užívané zdrobněliny jsou: medulka, cumláň, medůvka.

## Popis
Jednoletá nebo dvouletá bylina s charakteristickým zápachem.
Čtyřhranná načervenalá lodyha je vysoká 10 až 30 cm, je vystoupavá až přímá, větvená od báze a téměř lysá. Listy jsou nahloučeny v horní části lodyhy, mají vejčitě srdčitý tvar, na okraji jsou vroubkované, měkce chlupaté a mírně svrasklé. Všechny listy jsou řapíkaté a uspořádané křižmostojně. Čepel dolních listů je na bázi srdčitá, směrem k vrcholu přechází v tupou, řapík je 1,5–3,5 cm dlouhý. Čepel horních listů je na vrcholu špičatá a má kratičký řapík 2–5 mm dlouhý.
Květy jsou v 6–10květých lichopřeslenech. Květy dlouhé asi 1 cm vyrůstají v úžlabí horních listů, přesněji listenů, které jsou místy nafialovělé. Neopadavý kalich je zvonkovitý, 5–7 mm dlouhý, purpurově naběhlý, chlupatý nebo častěji lysý. Kalich je zhruba do dvou třetin rozeklaný v rozevřené kopinaté zuby. Dvoupyská koruna s trubkou dlouhou asi 1 cm má zřetelně odlišné pysky. Dolní pysk má tři laloky, horní je přilbovitě vyklenutý. Koruna je zbarvena do růžovočervena, výjimečně do bíla. Plody jsou šedé tvrdky. Hluchavka kvete od března do října.

## Výskyt
Hluchavka nachová je v ČR hojná a velice dobře se rozšiřuje, proto je občas považována za plevelovou rostlinu. Vyskytuje se v půdách, které jsou vlhké až vysýchavé, minerálně dosti bohaté. Rostlinu najdeme na kompostech, polních a zahradních kulturách, skládkách, rumištích. Zapleveluje půdy bohatší na dusík, které jsou kypré a s příznivou formou humusu.
V České republice je rozšířena po celém území od nížin až po vyšší podhorské oblasti. Z vyšších poloh se vyskytuje v blízkosti hospodářských a rekreačních usedlostí. Celkově v Evropě na severu až po Skotsko, střední Skandinávii, jih Finska, Rusko, Malá Asie, Írán, Irák, na severu Afriky. Zavlečena byla do Severní i Jižní Ameriky. Pochází ze západní Asie, odkud k nám byla dovlečena jako plevel.

## Obsahové látky
Hluchavka je léčivá rostlina s významnými léčivými účinky. Obsahuje množství tříslovin, kyselé saponiny, flavonové glykosidy, silice, cholin, antioxidanty, vitamíny a minerální látky.

## Sběr a použití
Sbíráme květ nebo celou nať. Sběr vyžaduje značnou trpělivost, neboť sesychací poměr je velký. Květy se sbírají do nádob, ve kterých nemůže dojít k zapaření, případně pomačkání. Při sušení je třeba s květy příliš nemanipulovat, aby nedošlo k znehodnocení. Jedlé jsou mladé výhonky, listy a květy. Stonky a listy jsou dobré do salátů a polévek, ale jen v malém množství. Její sladce vonné květy lze použít jako jedlou ozdobu dezertů. V minulosti se prý používala k zahánění molů.

## Léčivé účinky a jejich význam
Hluchavka nachová obsahuje stejné látky jako hluchavka bílá. Některé zdroje dokonce uvádějí, že je účinnější. Rostlina má blahodárné protizánětlivé účinky, které se využívají při léčbě zánětu močových cest, ledvin a onemocnění prostaty. Usušený květ se přidává do směsí spolu s květem divizny, černého bezu a podbělu pro léčbu respiračních onemocnění (kašel, bronchitida, rýma, chřipka, angína). Čaj z květů má uklidňující účinky, doporučuje se pít při nervozitě a nespavosti nebo při neklidu. Pomáhá při nepravidelné menstruaci a v době menopauzy. Hluchavka se někdy užívá k léčbě akné a ekzému, obkládáme nebo omýváme postiženou oblast. Sedací koupele léčí hemoroidy a mykotické potíže. Na sedací koupele použijeme nať, kterou dáme do vlažné vody přes noc, ráno necháme přejít varem a 3 minuty necháme odstát.

### Vedlejší účinky
Přestože nejsou známy případy nepříznivých účinků, pro obsah saponinů nelze doporučit dlouhodobé nebo nadměrné užívání.

## Význam ve včelařství
Hluchavka nachová často roste ve větším počtu, proto je dobrým zdrojem jarní snůšky včel. Nektar je tvořen především sacharózou. Nektarium hluchavky nachové vyprodukuje za 24 hodin 0,38 mg nektaru s cukernatostí 45 %. Cukerná hodnota, tedy množství cukru vyprodukovaného v květu za 24 hodin, je 0,17 mg. Hluchavka nachová poskytuje včelám také pyl, který je sbírán v nachových nebo načervenalých rouskách. Druhové medy hluchavky nachové nejsou známy.

## Podobné druhy

### Hluchavka bílá
Tento druh hluchavky má bílé květy a používá se stejně jako hluchavka nachová.

### Hluchavka skvrnitá
Podobá se hluchavce nachové, která je celkově menší, s přímou korunní trubkou a bez kresby na dolním pysku.

### Hluchavka pitulník
Díky typicky žlutým květům je pravděpodobnost záměny s jinými hluchavkami minimální.

### Hluchavka objímavá
Od hluchavky nachové se liší objímavými, ledvinitými listeny či absencí listenců.

## Galerie

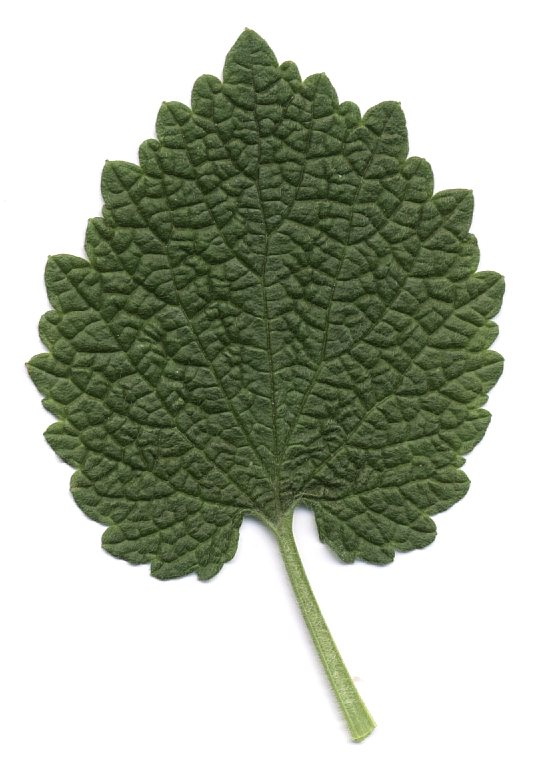
Detail listu
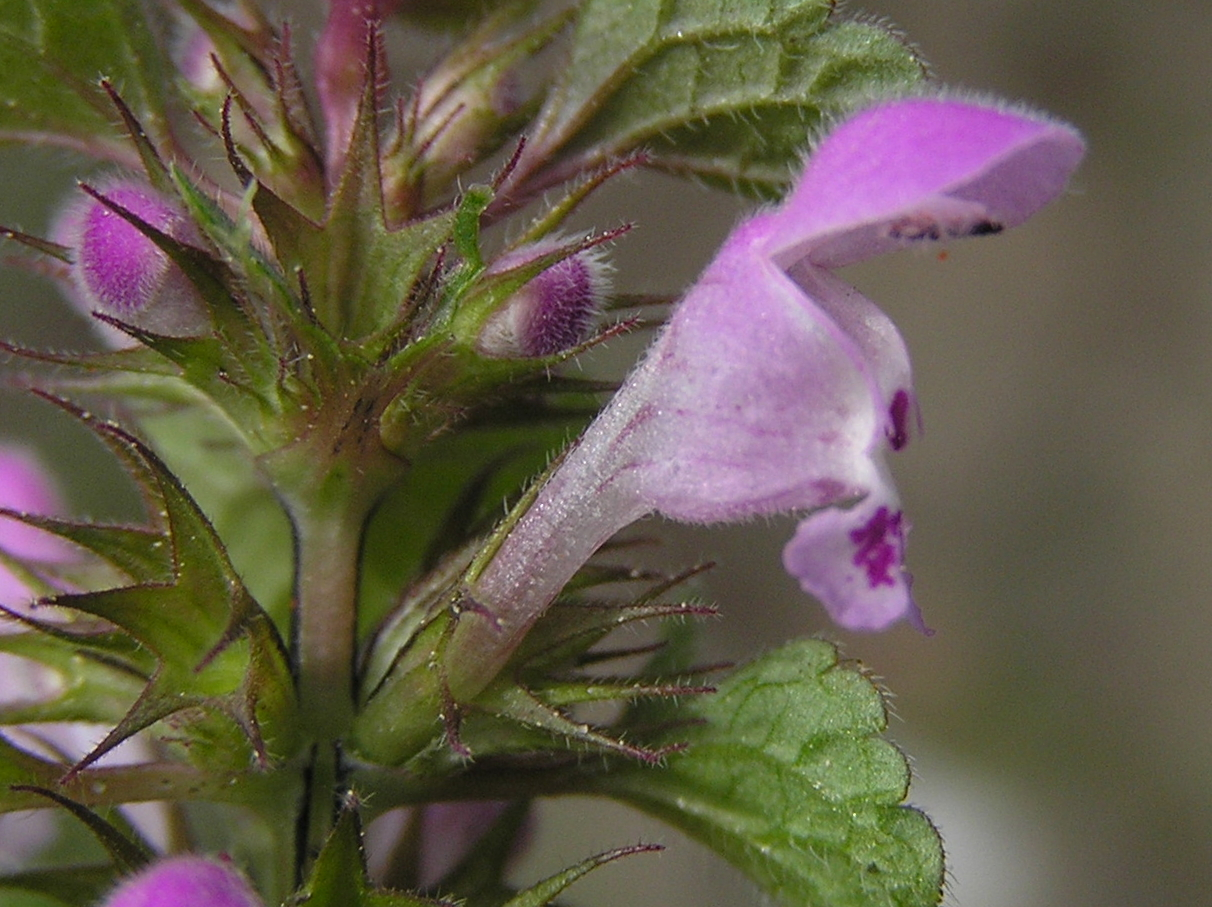
Detail květu
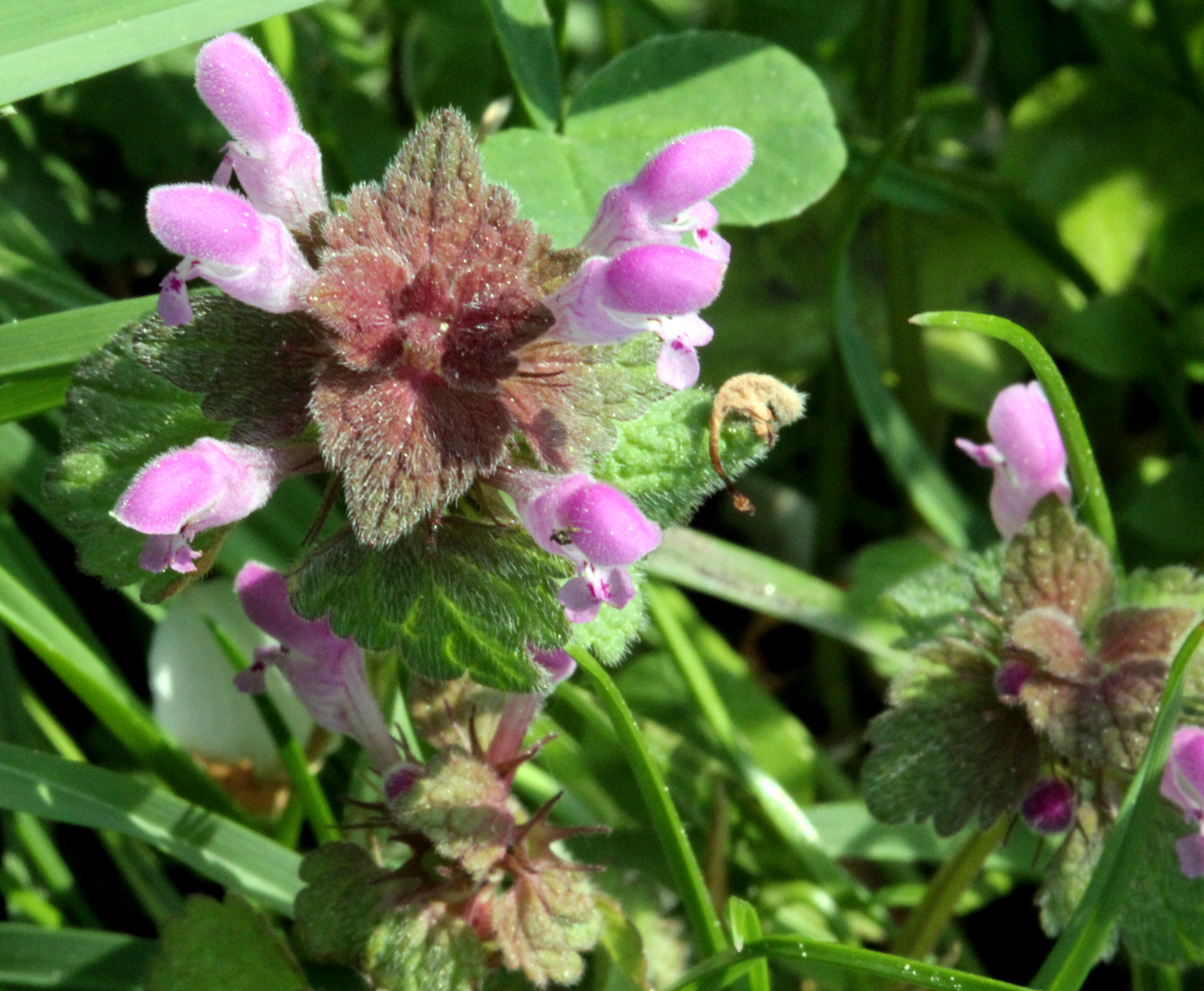
Květenství
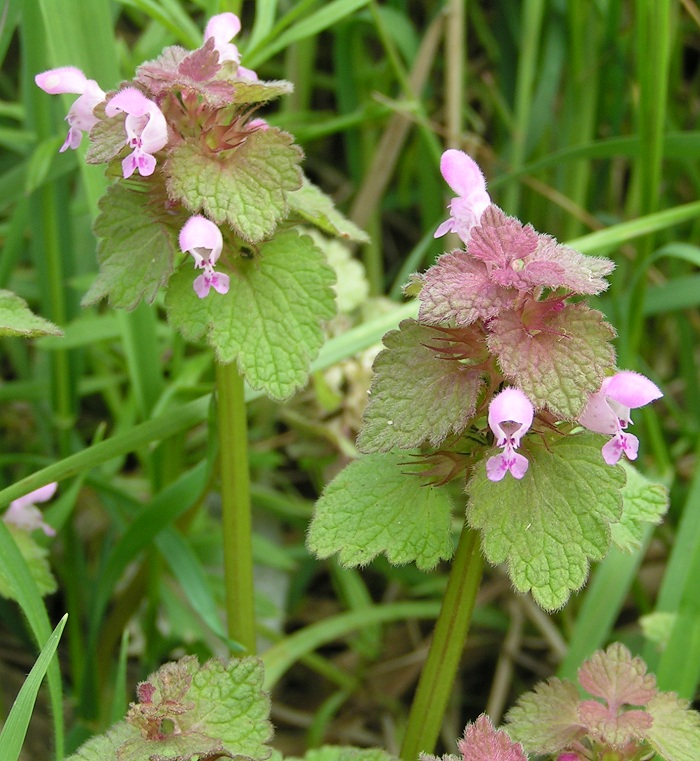
Hluchavka nachová – typický habitus
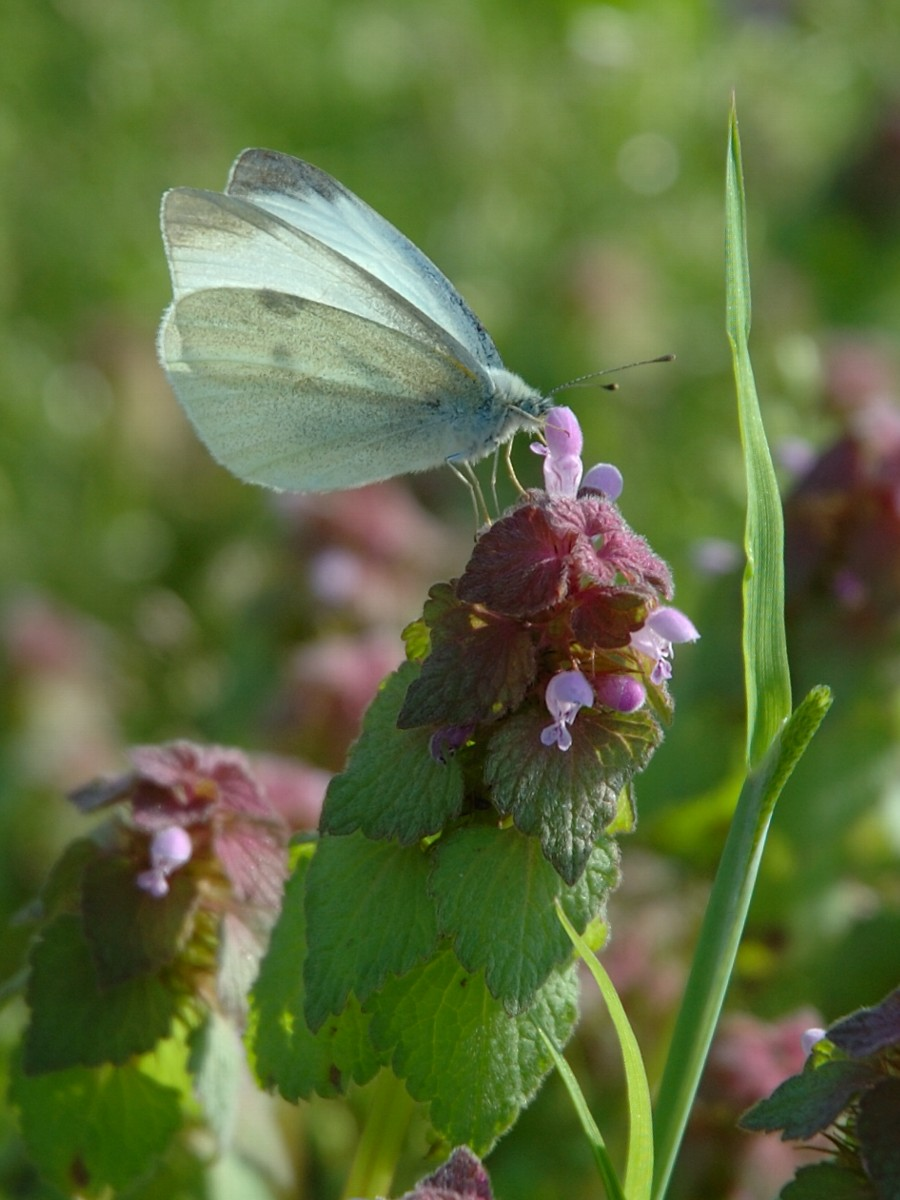
Květenství, opylení